# 캐터의 오스트레일리아당
캐터의 오스트레일리아당(영어: Katter's Australian Party 캐터스 오스트레일리안 파티[*])은 오스트레일리아에 등록된 정당이다. 의회의 독립 연방 정부 회원인 봅 캐터에 의해 창당되었으며, 2011년 6월 3일 오스트레일리아 선거관리위원회에 의해 공식 위임받게 되었다. 2012년 3월, 퀸즐랜드주 지방선거에서 주 의회 전체 의석 가운데 2석을 얻었다.

## 역대 선거결과

### 오스트레일리아 하원
| 년도   | 대표    | 합계    | %    | 의석    | +/– | 순위 | 여당       |
| ------ | ------- | ------- | ---- | ------- | --- | ---- | ---------- |
| 2013년 | 봅 캐터 | 134,226 | 1.04 | 1 / 150 | 1   | 6    | Crossbench |

### 오스트레일리아 상원
| 년도   | 대표    | 합계    | %    | 의석   | +/–  | 순위 | 여당       |
| ------ | ------- | ------- | ---- | ------ | ---- | ---- | ---------- |
| 2013년 | 봅 캐터 | 119,920 | 0.89 | 0 / 76 | 증가 | 10   | Crossbench |

## 같이 보기
- 오스트레일리아의 정당